# 贾森·普卢默
贾森·普卢默（英語：Jason Plummer，1969年3月3日—2021年11月15日），澳大利亚男子游泳运动员。他曾代表澳大利亚参加1986年英联邦运动会游泳比赛，获得一枚金牌。他也曾参加1988年夏季奥运会。